# Teerisaari (ö i Finland, Kajanaland, Kehys-Kainuu, lat 64,63, long 28,76)
Teerisaari är en ö i Finland. Den ligger i sjön Teerijärvi och i kommunen Hyrynsalmi i den ekonomiska regionen  Kehys-Kainuu  och landskapet Kajanaland, i den centrala delen av landet, 500 km norr om huvudstaden Helsingfors. Öns area är 2,7 hektar och dess största längd är 270 meter i öst-västlig riktning.